# Kreis Ráckeve
Ráckeve (ungarisch Ráckevei járás) ist ein Kreis im Südwesten des zentralungarischen Komitats Pest. Er grenzt im Norden an den Kreis Szigetszentmiklós, im Osten an den Kreis Dabas. Die Kreise Martonvásár und Dunaújváros (Komitat Fejér) bilden im Westen die Komitatsgrenze, im Süden der Kreis Kunszentmiklós (Komitat Bács-Kiskun).

## Geschichte
Der Kreis wurde zur ungarischen Verwaltungsreform Anfang 2013 aus seinem Vorgänger, dem gleichnamigen Kleingebiet (ungarisch Ráckevei kistérség) gebildet. 9 der 20 Gemeinden des Kleingebietes gelangten in den nördlicher gelegenen und neu gebildeten Kreis Szigetszentmiklós (33,6 % der Fläche bzw. 75,3 % der Bevölkerung des damaligen Kleingebiets).

## Gemeindeübersicht
Der Kreis Ráckeve hat eine durchschnittliche Gemeindegröße von 3.251 Einwohnern auf einer Fläche von 37,91 Quadratkilometern. Die Bevölkerungsdichte des Kreises erreicht etwa den halben Wert des gesamten Komitats. Der Kreissitz befindet sich in der einzigen Stadt, Ráckeve, im Westen des Kreises gelegen.
| 11 Gemeinden      | Status       | Herkunft Kleingebiet | Einwohnerzahl | Einwohnerzahl | Einwohnerzahl | Fläche (km²) | Bevölkerungs- dichte (Ew./km²) |
| 11 Gemeinden      | Status       | Herkunft Kleingebiet | 01.10.2011    | 01.01.2013    | 01.01.2016    | 01.01.2016   | Bevölkerungs- dichte (Ew./km²) |
| ----------------- | ------------ | -------------------- | ------------- | ------------- | ------------- | ------------ | ------------------------------ |
| Apaj              | Gemeinde     | Ráckeve              | 1.239         | 1.224         | 1.199         | 71,04        | 16,9                           |
| Áporka            | Gemeinde     | Ráckeve              | 1.110         | 1.121         | 1.102         | 17,47        | 63,1                           |
| Dömsöd            | Großgemeinde | Ráckeve              | 5.706         | 5.795         | 5.594         | 72,42        | 77,2                           |
| Kiskunlacháza     | Großgemeinde | Ráckeve              | 8.763         | 8.855         | 8.746         | 93,50        | 93,5                           |
| Lórév             | Gemeinde     | Ráckeve              | 273           | 292           | 293           | 9,88         | 29,7                           |
| Makád             | Gemeinde     | Ráckeve              | 1.190         | 1.192         | 1.144         | 31,77        | 36,0                           |
| Ráckeve           | Stadt        | Ráckeve              | 9.755         | 9.965         | 10.069        | 64,09        | 157,1                          |
| Szigetbecse       | Gemeinde     | Ráckeve              | 1.301         | 1.304         | 1.266         | 17,12        | 73,9                           |
| Szigetcsép        | Gemeinde     | Ráckeve              | 2.254         | 2.282         | 2.293         | 18,20        | 126,0                          |
| Szigetszentmárton | Gemeinde     | Ráckeve              | 2.127         | 2.133         | 2.135         | 10,73        | 199,0                          |
| Szigetújfalu      | Gemeinde     | Ráckeve              | 2.014         | 1.957         | 1.924         | 10,83        | 177,7                          |
| Kreis Ráckeve     |              |                      | 35.732        | 36.120        | 35.765        | 417,05       | 85,8                           |